# Stern School of Business
Pour les articles homonymes, voir Stern.
La Leonard N. Stern School of Business est l'école de commerce de l'université de New York (New York University, ou NYU). Fondée en 1900 à la NYU sous le nom de School of Commerce, Accounts and Finance, elle a ensuite été renommée en l'honneur de Leonard Stern (en), un ancien élève et bienfaiteur de l'école. Elle est considérée comme une des meilleures écoles de commerce des États-Unis.
L'école est située sur un des campus de la NYU à Greenwich Village, derrière Washington Square Village.

## Histoire
L'école a été fondée en 1900 sous le nom de New York University Undergraduate School of Commerce, Accounts and Finance (École de commerce, de comptabilité et de finance) sur le campus de l'université à Washington Square Village. La même année, les premières femmes s'y inscrivirent démarrant ainsi une longue tradition. En 1913, Jeanette Hamill a rejoint le département de sciences économiques de l'école, devenant ainsi la première femme du corps enseignant. En 1936, les femmes représentaient 15 % des effectifs de l'école. Le programme de deuxième cycle en affaires a été lancé dans le quartier des affaires de New York, en 1916. La « Division Wall Street » de l'école était destinée à la fois aux étudiants et à des personnes déjà en poste. L'école a attribué son premier doctorat de sciences commerciales en 1928.

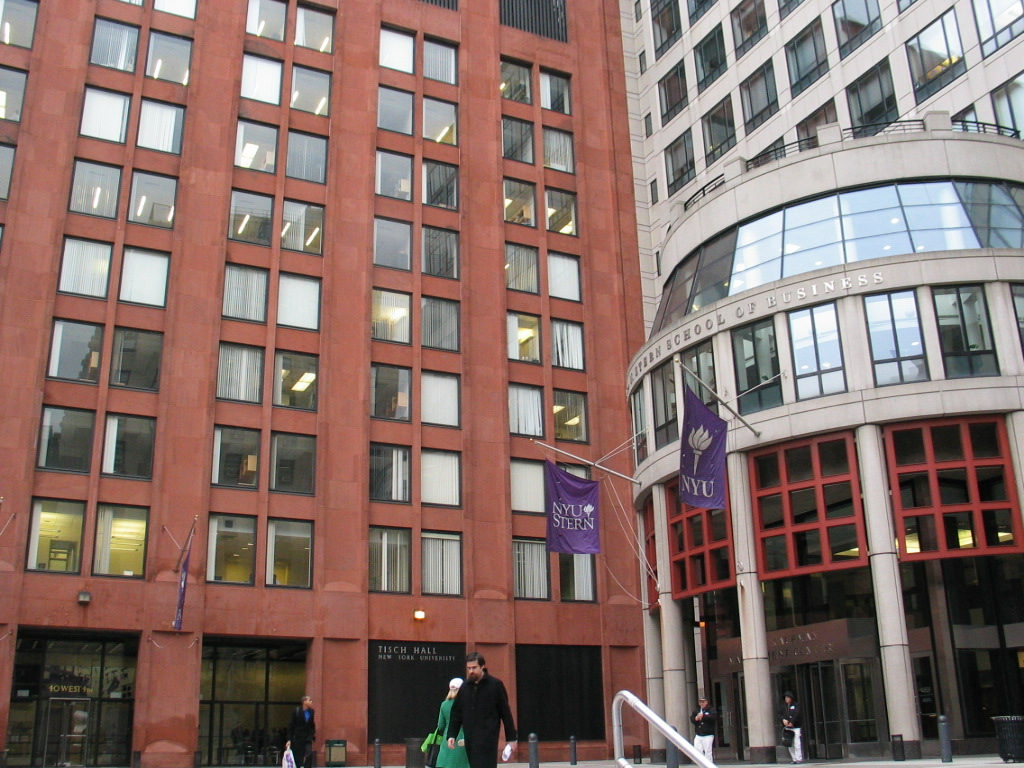
L'entrée de la Stern.

Dès 1945, les inscriptions à l'école étaient bien supérieures à 10 000 avec des diplômés provenant de 36 pays et de presque tous les 48 États du pays. Dans les années 1960, des cours de business international ont été introduits dans le cursus et en sont même devenus la pierre angulaire. En 1972, la School of Commerce, Accounts and Finance a été renommée en College of Business and Public Administration (Faculté d'affaires et de l'Administration publique). La même année, le Tisch Hall, conçu par Philip Johnson et Richard Foster, a ouvert ses portes pour accueillir les étudiants en licence. En 1988, Leonard Stern fit un don de 30 millions de dollars qui permit à l'école de renforcer ses équipements à destination des étudiants de premier et deuxième cycles, sur le campus de Washington Square. L'école fut alors renommée en Leonard N. Stern School of Business. Le nouvel équipement ultramoderne de 68 millions de dollars a été inauguré en 1992 et est aujourd'hui connu sous le nom de « Kaufman Management Center »
En 1998, Henry Kaufman fit un généreux don de 10 millions de dollars pour financer l'expansion et une évolution importante des équipements de l'école. Le nouvel espace est utilisé presque exclusivement pour l'amélioration de la qualité de vie des étudiants. En 1999, Kenneth Langone, un éminent banquier d'investissement et fondateur de Home Depot, a également donné 10 millions de dollars. Le programme de MBA en alternance a été renommé Langone program en son honneur. Pour son 100e anniversaire en l'an 2000, la Stern a lancé une campagne pour collecter 100 millions de dollars, la plus importante levée de fonds depuis sa création. Cette campagne a doublé la dotation de l'école, le nombre de professeurs titulaires et le niveau de l'aide financière aux étudiants.

## Réputation
La Stern School of Business est considérée comme une école de commerce de premier plan. Ceci est amplifié par un programme d'études extrêmement exigeant et inégalé en termes d'importance et de portée. Certains des cadres les plus accomplis du milieu américain des affaires ont reçu un diplôme de la Stern. Un sondage annuel de Standard & Poor's place constamment Stern, Harvard et Yale dans le top 3 des écoles ayant le nombre le plus élevé d'anciens élèves occupant un poste de cadre supérieur, dans une des plus grandes sociétés américaines.
Pour l'année universitaire 2006-2007, 2 271 étudiants sont inscrits en premier cycle à la Stern et 3 129 sont inscrits en Master of Business Administration (MBA). Le corps enseignant est constitué de 198 professeurs à plein temps et de 68 assistants. La Stern offre un large éventail de programmes universitaires, que ce soit en premier ou deuxième cycle. Les matières dominantes de l'école incluent le marketing, les finances, les systèmes d'information de gestion, la science actuarielle, la politique économique, la théorie économique, la comptabilité et d'autres matières importantes comme le commerce international, les systèmes financiers et un programme de certificat en divertissement, médias et technologie.
Les étudiants de la Stern School of Business sont parfois surnommés « Sternies ». Pendant les vacances de printemps de la première année, tous les Sternies effectuent un voyage financé par l'université dans le cadre d'un projet d'études internationales. Pendant ce séjour, les étudiants prennent part à des projets mettant en exergue le commerce mondial et une meilleure compréhension d'une autre culture. Parmi les dernières destinations : la Suède, le Chili, le Japon, la Corée du Sud, l'Allemagne, le Mexique et Hong Kong.
La Stern offre également son propre programme d'échange universitaire, via le programme IBEX (pour International Business Exchange Program). Ce programme s'étend sur un semestre et se déroule dans l'une des meilleures écoles de commerce du monde, dont la Copenhagen Business School, HEC Paris, SDA Bocconi School of Management, Sciences Po Paris, etc. Actuellement, l'école a conclu plusieurs partenariats avec des écoles à Singapour, en Australie, à Hong Kong, au Danemark, en Angleterre, en France, en Italie, en Corée, au Mexique, aux Pays-Bas, en Espagne et en Thaïlande.

## Classements académiques
Le programme en Business de la Stern se retrouve chaque année parmi les 5 meilleurs du pays dans les classements de U.S. News & World Report (classé 2e en finance
et 2e également en business international). Le classement de Poets and Quants place quant à lui le programme undergraduate de la Stern parmi les 3 meilleurs du pays. A l'internationale, le programme en finance de la Stern est classé premier mondial par le classement de Shanghai et 10e mondial par le QS World University Rankings,.
Par ailleurs, le programme de MBA en alternance de la Stern est classé 1er sur tout le territoire des États-Unis par U.S. News & World Report. La Stern est aussi classée 2e sur 100, au niveau mondial, pour sa contribution à la recherche sur le commerce (classement effectué par la School of Management de l'université du Texas à Dallas.
Le MBA de la Stern School of Business fait partie des plus réputés du monde :
| Palmarès MBA           | Palmarès MBA | Palmarès MBA |
| Nom                    | Monde        | National     |
| ---------------------- | ------------ | ------------ |
| QS (2020)              | 22           | 13           |
| The Economist (2019)   | 17           | 14           |
| Financial Times (2020) | 22           | 13           |
| DAUR rankings (2020)   | 11           | 9            |

## Admissions
L'admission à la Stern est très sélective. Il est de notoriété publique que le taux d'admission y est inférieur à presque toutes les autres facultés de premier cycle de l'université de New York (à l'exception notable de la Tisch School of the Arts). Pour la promotion MBA 2022, 3 652 candidats ont déposé un dossier d'inscription et seulement 29% ont été admis. De ces 29%, 30% se sont effectivement inscrits. En 2020, le taux d'admission à la Stern pour les étudiants undergraduate était de 13% avec un résultat au SAT moyen de 1507. Les étudiants de première année en MBA avaient quant à eux obtenu un score moyen de 723 au GMAT et une note moyenne (GPA) de 3,6. 
Les plus grands concurrents de la Stern, en termes d'admission croisée, sont la Wharton School (de l'université de Pennsylvanie), la Sloan School of Management (du Massachusetts Institute of Technology), la Kellogg School of Management (de l'université Northwestern), la Ross School of Business (de l'université du Michigan) et la Haas School of Business (de l'université de Californie à Berkeley).

## Vie étudiante
Bien que beaucoup de Sternies participent aux clubs communs à toute l'université, la Stern possède son propre Conseil Inter-Club qui administre divers clubs destinés spécifiquement aux étudiants de la Stern. Parmi les clubs existants, on peut trouver un groupe d'analyse financière et d'investissement, une société de finances, un groupe de consultants en management, une association de droit...
Les étudiants en MBA administrent également leurs propres clubs. Leurs clubs sont très variés : des associations professionnelles ethniques aux clubs plus orientés vers l'insertion professionnelle, en passant par des clubs de sport. L'école possède également un bureau des élèves, la Stern Student Corporation. La Stern School of Business est connue pour la richesse de sa communauté. La communauté des étudiants et du corps enseignant constitue un groupe d'une grande diversité, provenant de milieux très différents. 

## Personnalités liées à la Stern
Parmi les anciens élèves ou professeurs de la Stern, plusieurs se sont distingués. On peut notamment citer :
- Anjelina Belakovskaia, grand maître international, (M.S. 2001), championne d'échecs (1995, 1996, 1999)
- Robert Engle, économiste, professeur (1999- ), prix Nobel d'économie (2003) ;
- Alan Greenspan, Banquier, (B.A. 1948, M.A. 1950, Ph.D. 1977), ancien président de la Réserve fédérale des États-Unis ;
- Friedrich Hayek, économiste, GSAS (1923-1924) et postgraduate, prix Nobel d'économie (1974) ;
- Wassily Leontief, économiste, professeur (1975-1999), prix Nobel d'économie (1973) ;
- Édouard de Rothschild, Banquier, (M.B.A. 1985), Banque Rothschild ;
- Leonard Stern (en), PDG du Hartz Group, (B.S. 1957, M.B.A. 1959), donne son nom à la Stern School of Business ;
- Charles Scharf, (M.B.A. en 1991) PDG du groupe Wells Fargo et de la société Visa.